# Große Freiheit
Große Freiheit – czwarty studyjny album niemieckiego rapera Gzuza. Swoją premierę miał 13 stycznia 2022 r. Został wydany nakładem niezależnej wytwórni muzycznej 187 Strassenbande przy pomocy dystrybucji Universal Music Group. Ukazały się dwie wersje albumu, standardowa i limitowana w postaci Box set.
Pierwszy singel pt. "Späti" wydany w październiku 2021 osiągnął sukces komercyjny oraz został odtworzony ponad 27 milionów razy w serwisie strumieniowym Spotify. Utwór otrzymał status złotej płyty.
Drugi utwór promujący wydawnictwo pt. "Genau so eine" ukazał się dwa miesiące później. 6 stycznia 2022 r., kilka dni przed premierą albumu, wydano kolejny singel zatytułowany "Wenn ich will". Ciekawostką tej piosenki, jest to że w oficjalnym teledysku wystąpił polski raper Malik Montana, choć nie w samym utworze.

## Lista utworów
1. "Free Gzuz (Intro)"
2. "Montag"
3. "Späti"
4. "Money kommt" (gościnnie Bonez MC, Quada)
5. "Skimaske" (gości. Bonez MC, LX)
6. "Alles Black" (gości. RAF Camora, Luciano)
7. "Easy $$$" (gości. Sa4)
8. "Genau so Eine" (gości. Maxwell)
9. "Ruf die Polizei an" (gości. Frauenarzt)
10. "Wenn ich will" (gości. Bonez MC)
11. "Kein Plan"
12. "Familie zuerst"